# Placitas
Placitas és una concentració de població designada pel cens dels Estats Units a l'estat de Nou Mèxic. Segons el cens del 2000 tenia 3.452 habitants.

## Demografia
Segons el cens del 2000, Placitas tenia 3.452 habitants, 1.485 habitatges, i 1.101 famílies. La densitat de població era de 44,5 habitants per km².
Dels 1.485 habitatges en un 23,5% hi vivien nens de menys de 18 anys, en un 67% hi vivien parelles casades, en un 5,2% dones solteres, i en un 25,8% no eren unitats familiars. En el 20,1% dels habitatges hi vivien persones soles el 4,8% de les quals corresponia a persones de 65 anys o més que vivien soles. El nombre mitjà de persones vivint en cada habitatge era de 2,32 i el nombre mitjà de persones que vivien en cada família era de 2,66.
Per edats la població es repartia de la següent manera: un 18,8% tenia menys de 18 anys, un 3% entre 18 i 24, un 25,1% entre 25 i 44, un 42,5% de 45 a 60 i un 10,5% 65 anys o més.
L'edat mediana era de 46 anys. Per cada 100 dones de 18 o més anys hi havia 93,8 homes.
La renda mediana per habitatge era de 60.597 $ i la renda mediana per família de 71.696 $. Els homes tenien una renda mediana de 46.667 $ mentre que les dones 41.914 $. La renda per capita de la població era de 36.243 $. Aproximadament el 2,6% de les famílies i el 7% de la població estaven per davall del llindar de pobresa.

## Poblacions properes
El següent diagrama mostra les poblacions més properes.